# Claudio Muñoz Uribe
Claudio Igor Muñoz Uribe (Santiago, Chile, 21 de noviembre de 1981), futbolista chileno en la posición de defensa central. Actualmente su club es Fernández Vial de la Segunda División Profesional de Chile.

## Clubes
| Club               | País  | Año        |
| ------------------ | ----- | ---------- |
| Ferroviarios       | Chile | 2000-2001  |
| Barnechea          | Chile | 2002-2003  |
| Deportes Melipilla | Chile | 2004-2007  |
| Palestino          | Chile | 2008       |
| Unión La Calera    | Chile | 2009       |
| Cobresal           | Chile | 2010-2012  |
| Huachipato         | Chile | 2013       |
| Santiago Morning   | Chile | 2014       |
| Coquimbo Unido     | Chile | 2014-2015  |
| Trasandino         | Chile | 2015-2016  |
| Colchagua          | Chile | 2016-2017  |
| Deportes Melipilla | Chile | 2017       |
| General Velásquez  | Chile | 2018-2019  |
| Deportes Recoleta  | Chile | 2020-2022  |
| Fernández Vial     | Chile | 2023-LIBRE |

## Títulos

### Campeonatos nacionales
| Título             | Club               | País  | Año  |
| ------------------ | ------------------ | ----- | ---- |
| Primera B de Chile | Deportes Melipilla | Chile | 2004 |
| Primera B de Chile | Deportes Melipilla | Chile | 2006 |
| Segunda División   | Deportes Recoleta  | Chile | 2021 |

- Datos: Q5129388